# Liga Tunecina de los Derechos Humanos
El Liga Tunecina de los Derechos Humanos (LTDH; en árabe, الرابطة التونسية للدفاع عن حقوق الإنسان; en francés, Ligue tunisienne des droits de l'homme) es una asociación de observación y defensa de los derechos humanos en el Estado africano de Túnez. Fue fundada en 1976, pero las asociaciones debían ser reconocidas por el gobierno, y este retrasó su reconocimiento hasta mayo del año siguiente.
Hassib Ben Ammar fue uno de los responsables principales y, más tarde, recibió el Premio de Derechos Humanos de las Naciones Unidas. Saadeddine Zmerli fue el primer presidente y un miembro activo de la asociación desde su fundación hasta el 2000. La LDTH tenía cerca de 1000 miembros en 1982 y 3000, en 1985, en parte porque se había posicionado contra la pena de muerte y en favor de la libertad de los presos por motivos de conciencia.
Cuatro de sus líderes, incluyendo dos de sus fundadores y sus dos primeros presidente fueron ministros del gobierno de Túnez en 1987. La Liga Tunecina de los Derechos Humanos, junto con la Unión General Tunecina del Trabajo, la Unión Tunecina de la Industria, el Comercio y la Artesanía y la Orden Nacional de Abogados de Túnez, como miembros del denominado Cuarteto de Diálogo Nacional, fue galardonada con el Premio Nobel de la Paz de 2015 por «su contribución decisiva en la construcción de una democracia plural en Túnez después de la Revolución de los Jazmines de 2011».